# Maul (Familienname)
Maul ist ein deutscher Familienname.

## Herkunft und Bedeutung
Maul ist ein Übername, der auf das mittelhochdeutsche mūl oder mūle bzw. das mittelniederdeutsche mūl  oder mule (deutsch: Maul oder Mund) zurückgeht. Er stand somit für jemanden mit einem auffallenden Mund oder für einen geschwätzigen Menschen.

## Varianten
- Maull, Mäule, Muhl

## Namensträger
- Alexander Maul (* 1976), deutscher Fußballspieler
- Alfred Maul (Sportpädagoge) (1828–1907), deutscher Sportpädagoge
- Alfred Maul (Ingenieur) (1870–1942), deutscher Ingenieur
- Andreas Maul (* 1966), deutscher Leichtathlet
- Artur Maul (* 1935), deutscher Kapitän
- Christoph Maul (* 1979), deutscher Kabarettist und Comedian
- Elise Maul (1844–1920), deutsche Schriftstellerin
- Franz Maul (* 1954), österreichischer Architekt
- Friedrich Maul (1908–nach 1973), von 1963 bis 1973 Präsident des Fernmeldetechnischen Zentralamtes in Darmstadt
- Friedrich Wilhelm Maul (1780–1852), deutscher Porträtmaler
- Georg Maul (1905–1988), deutscher Maler
- Günther Maul (1909–1997), deutscher Zoologe auf Madeira
- Heinrich Maul (* 1935), deutscher Richter am deutschen Bundesgerichtshof
- Hermann Maul (1859–1926), deutscher Politiker und Ehrenbürger von Harburg
- Jakob Maul (1867–1953), Firmengründer der Jakob Maul GmbH
- Lilian Maul-Balensiefen, deutsche Klassische Archäologin
- Ludwig Maul (* 1928), Gründer der Maul-Kleiderfabrik (München)
- Maria Maul (* 1964), österreichische Ordensfrau
- Michael Maul (* 1978), deutscher Musikwissenschaftler und Autor
- Philipp Jakob Maul (1841–1922), deutscher Mechaniker und Unternehmer, „Vater der Briefwaage“, siehe Ph. J. Maul
- Ronald Maul (* 1973), deutscher Fußballspieler
- Stefan Maul (* 1958), deutscher Altorientologe und Hochschullehrer
- Theodor Maul, deutscher Fußballschiedsrichter
- Thomas Maul (1975–2025), deutscher Publizist
- Wilhelm Maul (1903–1985), deutscher politischer Funktionär (NSDAP) und SA-Führer